# Catoblemma obliquisigna
Catoblemma obliquisigna är en fjärilsart som beskrevs av George Francis Hampson. Catoblemma obliquisigna ingår i släktet Catoblemma och familjen nattflyn. Inga underarter finns listade i Catalogue of Life.